# Cattedrale dei Santi Pietro e Paolo (Brno)
La cattedrale dei Santi Pietro e Paolo (in ceco: Katedrála svatého Petra a Pavla) è il principale luogo di culto cattolico della città di Brno, chiesa madre dell'omonima diocesi.
Sorge sulla collina di Petrov, dalla quale domina la città.

## Storia
La costruzione della cattedrale venne iniziata in stile romanico fra l'XI e il XII secolo sul sito di una precedente cappella.
Venne rifatta e ampliata a partire dal 1296 in forme gotiche. 
Gravemente danneggiata più volte durante la Guerra dei Trent'anni dai cannoni del generale svedese Lennart Torstenson, vide il crollo delle torri e delle coperture.
Fra il 1738 e il 1749 venne ricostruita secondo le tendenze barocche dell'epoca dall'architetto Mořic Grimm che soppresse numerosi elementi gotici interni lasciandovi solo il coro.  Il 5 dicembre 1777 la chiesa venne eretta a cattedrale della nuova Diocesi di Brno fondata da papa Pio VI ricavandone il territorio dalla diocesi di Olomouc, che contestualmente è stata elevata ad arcidiocesi metropolitana.
Successivamente, a cavallo del XIX e XX secolo, l'edificio è stato ricondotto alle forme gotiche secondo il vigente stile neogotico in due riprese. La prima fra il 1884 e il 1891, e la seconda, fra il 1904 e il 1909. In quest'ultima fase, l'architetto viennese August Kirstein pose mano alle caratteristiche guglie a spillo alte 84 metri che dominano la città.

## Galleria d'immagini

Veduta dall'esterno
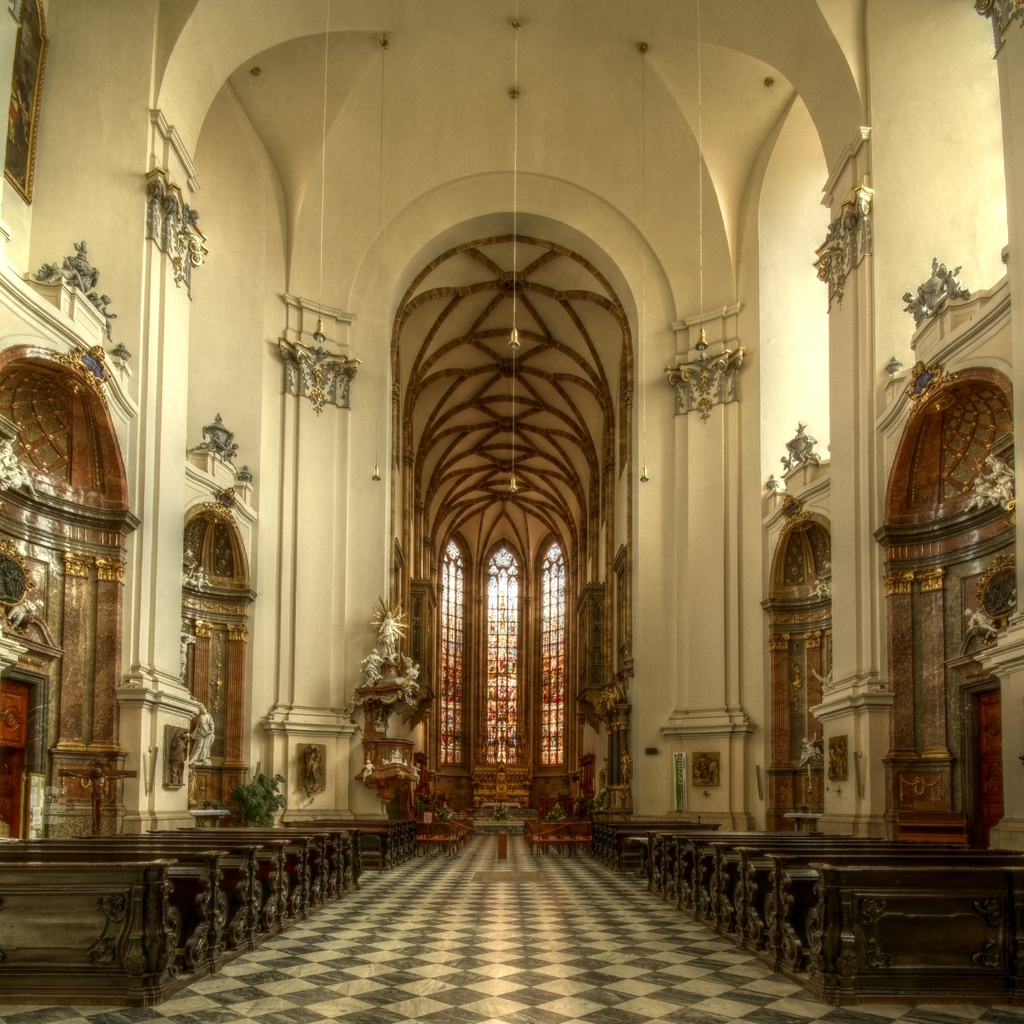
Veduta dell'interno
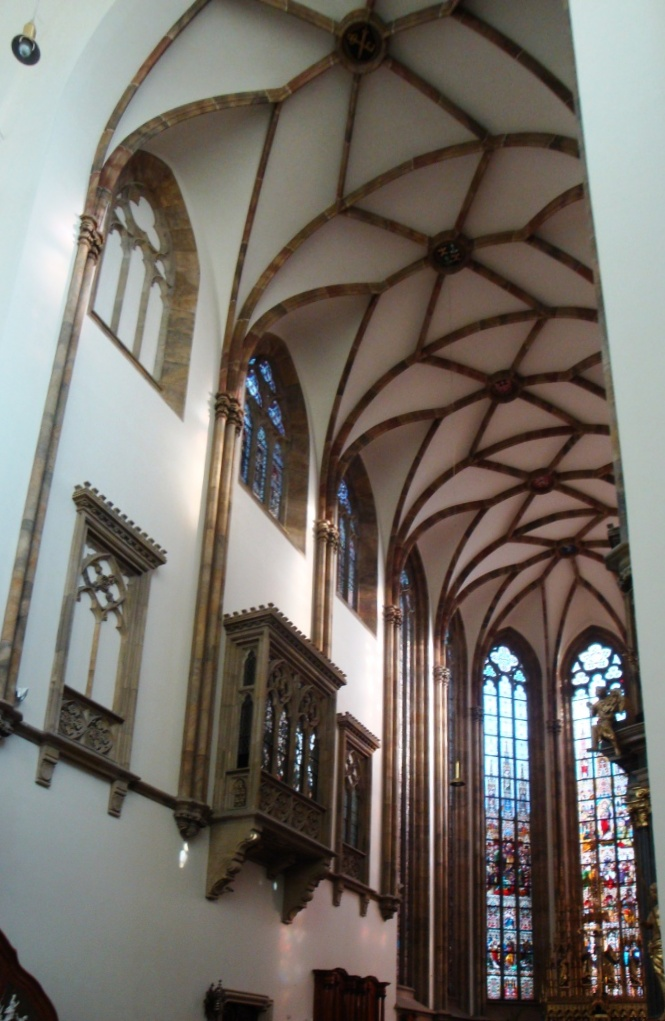
La volta della Cattedrale
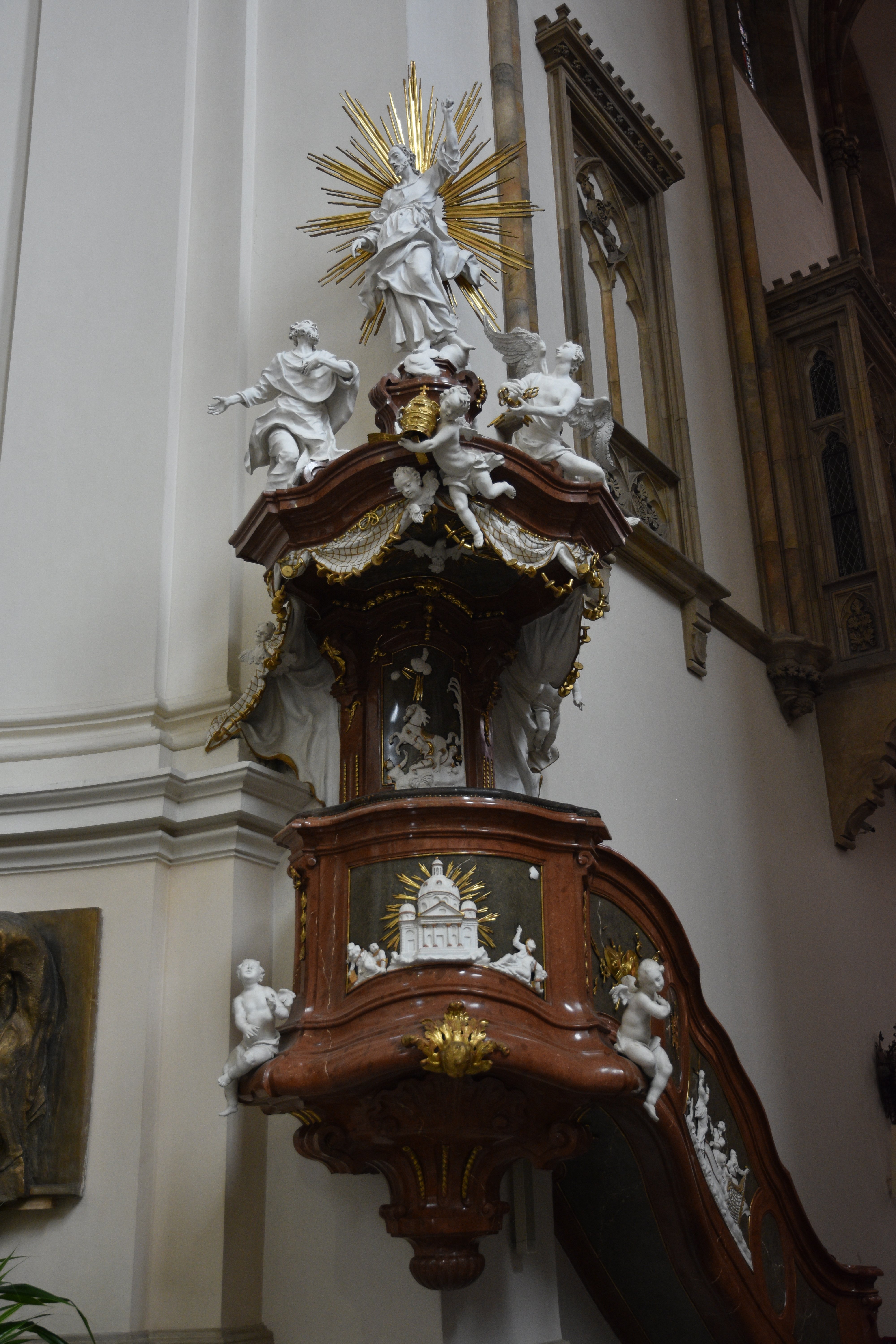
Il pulpito
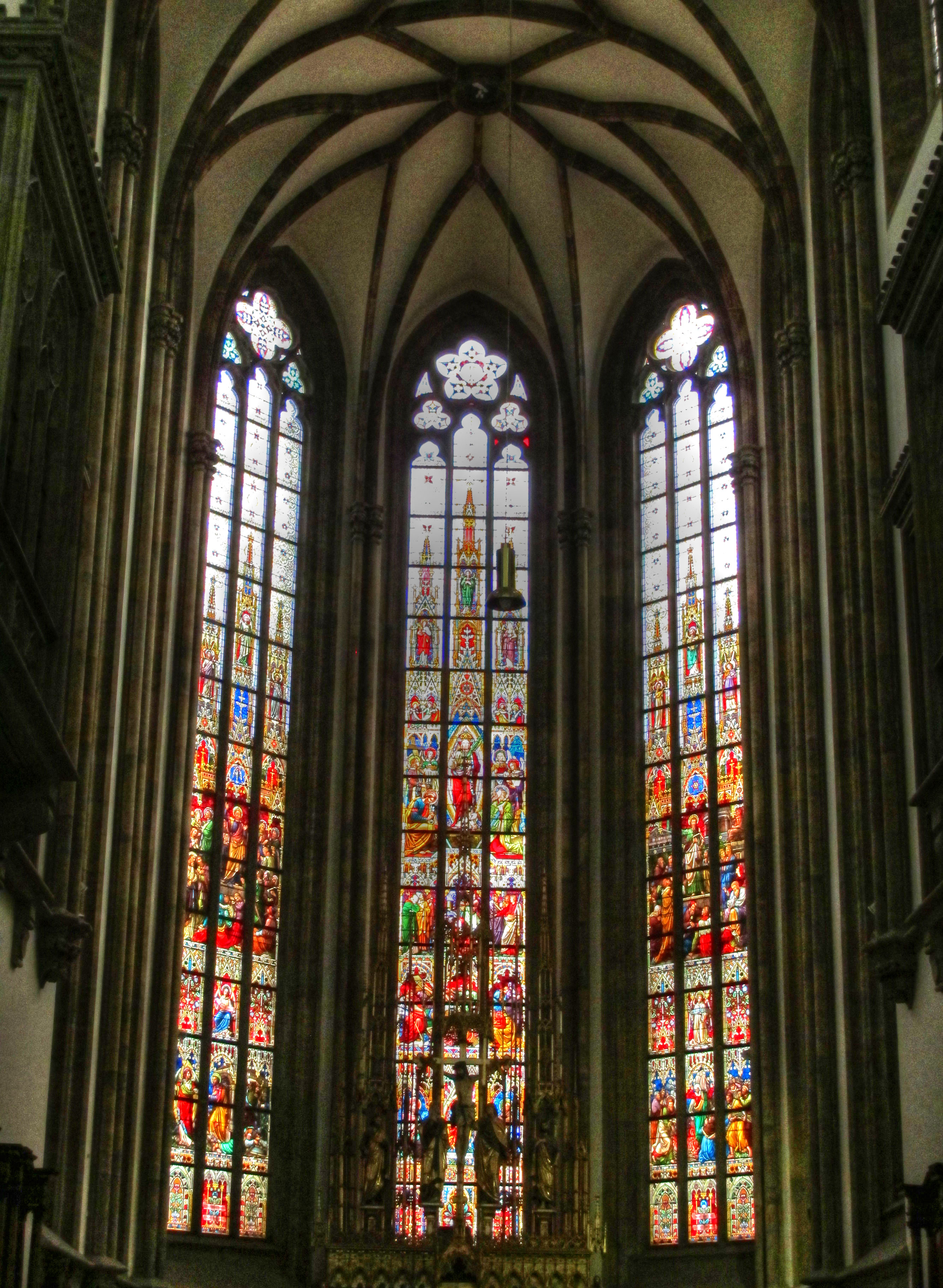
Le vetrate
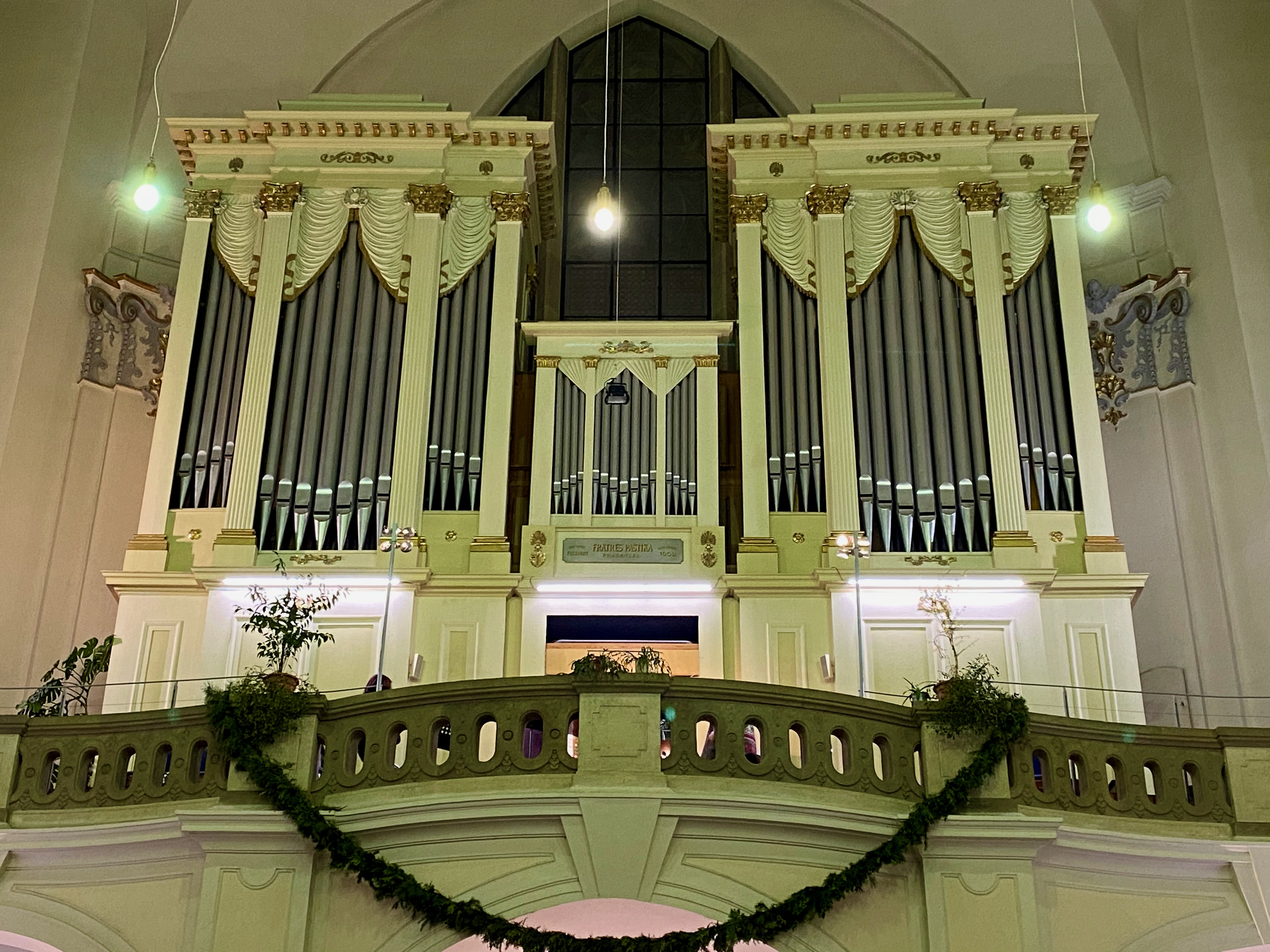
L'organo
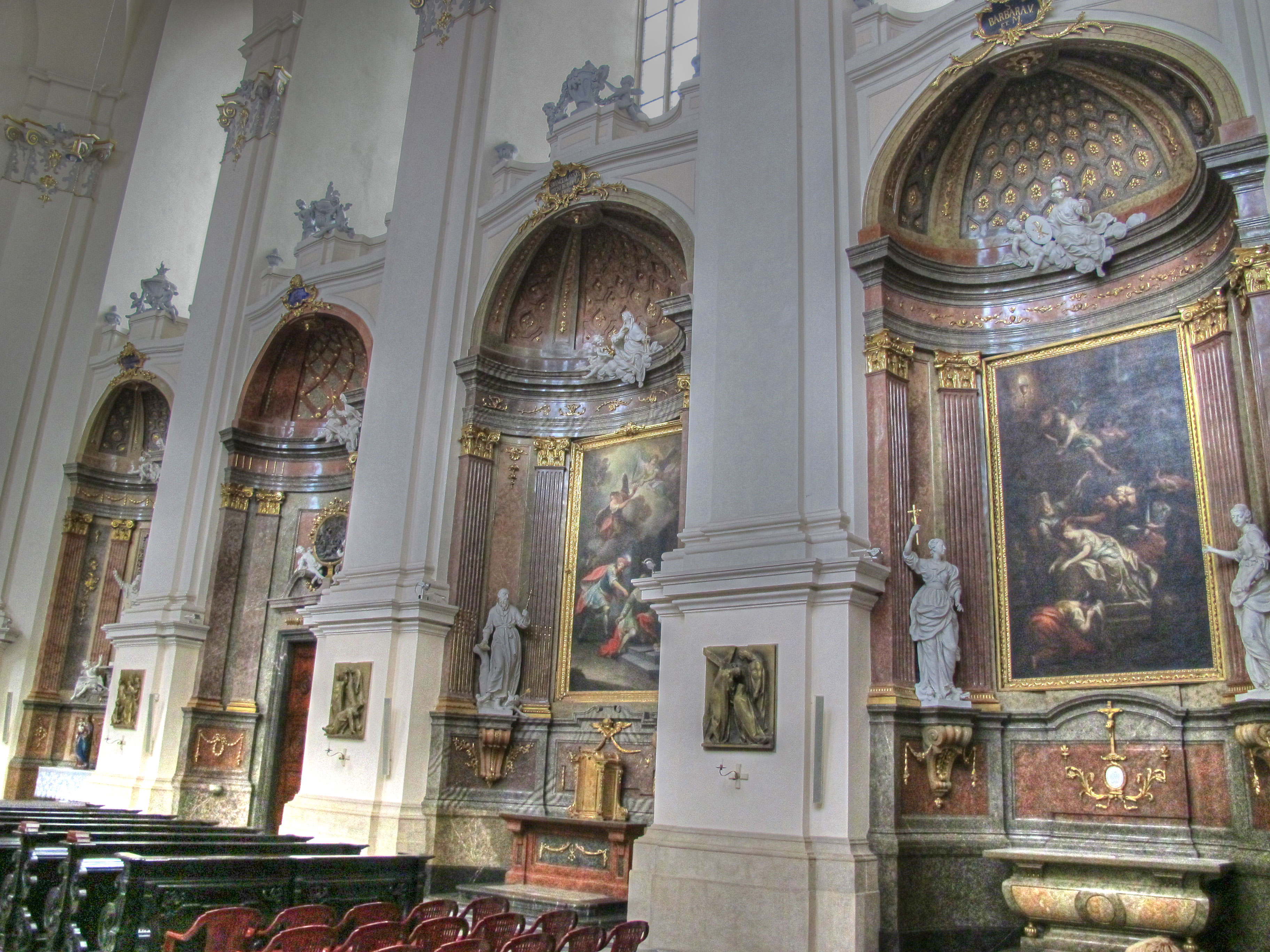
Particolare dell'interno della Cattedrale
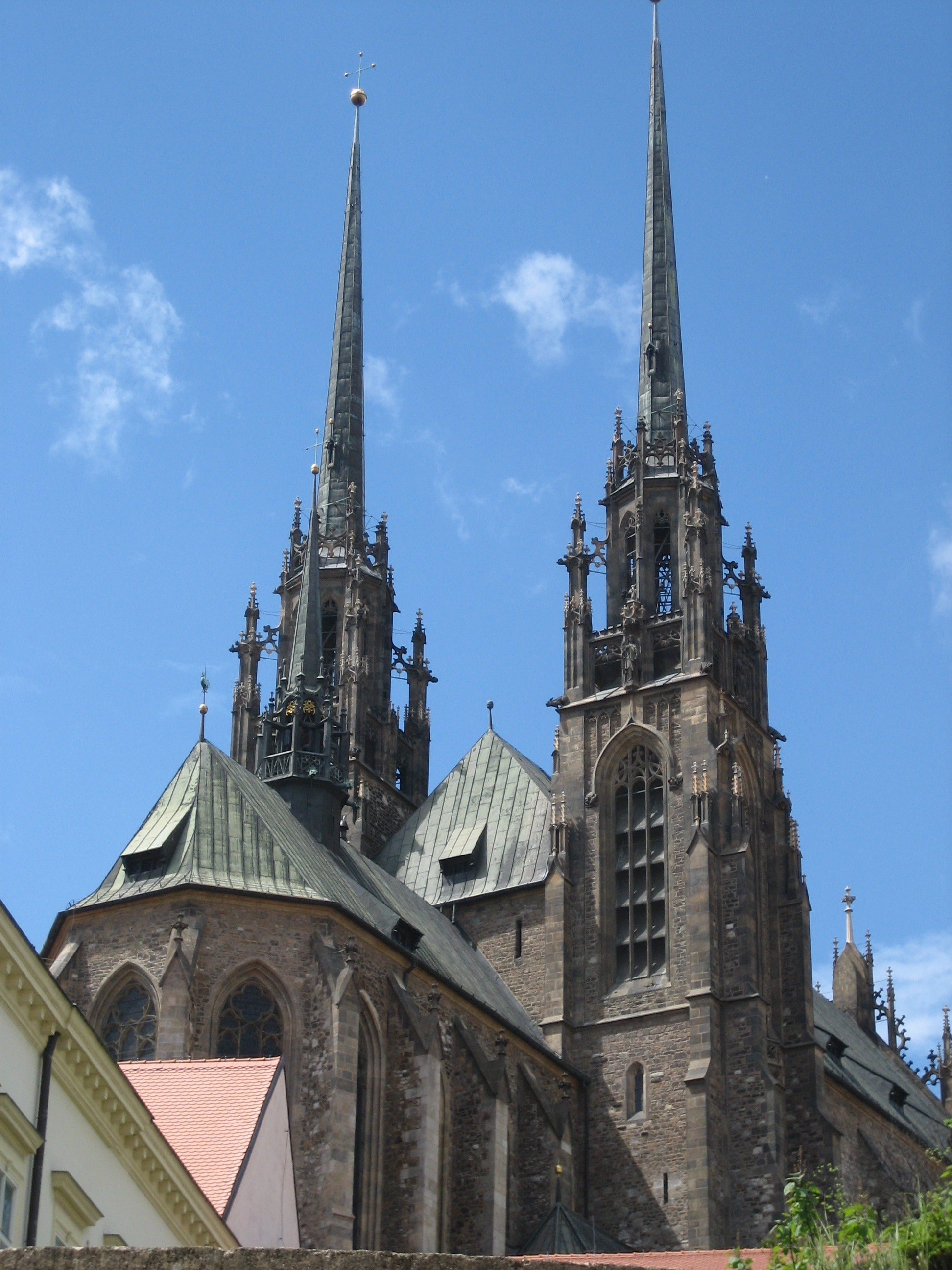
Veduta della Cattedrale